# عزلة عوين (البيضاء)

تعديل مصدري - تعديل

عزلة عوين هي إحدى عزل مديرية الصومعة في محافظة البيضاء اليمنية ويبلغ تعداد سكانها 6707 نسمة حسب التعداد السكاني في اليمن لعام 2004.

## روابط خارجية
- الجهاز المركزي للإحصاء بالجمهورية اليمنية
- المركز الوطني للمعلومات باليمن
- World Gazetteer:Yemen
- الدليل الشامل